# Смитфийлд
Смитфийлд (на английски: Smithfield) е град в окръг Кеш, щата Юта, САЩ. Смитфийлд е с население от 7261 жители (2000) и обща площ от 11,2 km². Намира се на 1403 m надморска височина. ЗИП кодът му е 84335, а телефонният му код е 435.